# استفان سولومنکو
استفان سولومنکو (انگلیسی: Stéphane Solomenko؛ زادهٔ ۱۴ نوامبر ۱۹۶۰) بازیکن فوتبال اهل فرانسه است.
از باشگاه‌هایی که در آن بازی کرده‌است می‌توان به باشگاه فوتبال المپیک لیون و باشگاه فوتبال سدان اشاره کرد.